# Východní Pákistán
Východní Pákistán byla v letech 1955 až 1971 východní provincie Pákistánu. Vznikla transformací z provincie Východního Bengálska a nacházela se na území dnešní Bangladéše. Sousedila s Indií, Barmou a ležela na pobřeží Bengálského zálivu. Obyvatelé žijící na tomto území byli často označování jako tzv. Bengálští pákistánci a region byl také někdy označován jako Pákistánské Bengálsko. V roce 1971 se provincie od Pákistánu oddělila v důsledku Bangladéšské války za nezávislost a vznikla z ní samostatná země dnes známá jako Bangladéš. Oficiálními jazyky provincie byly bengálština a angličtina, hlavním městem byla Dháka.